# Elvis Rexhbeçaj
Elvis Rexhbeçaj [ɾɛd͡ʒbet͡ʃaɪ] (* 1. November 1997 in Đonaj, Bundesrepublik Jugoslawien) ist ein kosovarisch-deutscher Fußballspieler, der beim FC Augsburg unter Vertrag steht.

## Karriere

### Verein
Der in Đonaj in der Bundesrepublik Jugoslawien (heute Kosovo) geborene Kosovo-Albaner zog im Alter von zwei Jahren mit seiner Familie nach Deutschland. Dort wohnte die Familie zunächst in Spremberg und ließ sich schließlich in Brandenburg an der Havel nieder.
Das Fußballspielen begann Rexhbeçaj in der F-Jugend des Brandenburger SC Süd 05, bevor er 2010 im Alter von zwölf Jahren in die D-Jugend des VfL Wolfsburg wechselte. Zu diesem Zeitpunkt wurde er bereits von weiteren Bundesligisten umworben, wechselte jedoch nach Wolfsburg, da ihn dorthin seine Familie begleiten konnte und er nicht in ein Internat ziehen musste. Sein Vater, der zuvor in einer Großbäckerei gearbeitet hatte, erhielt beim VfL Wolfsburg eine Anstellung als Platzwart. Im Oktober 2016 lief Rexhbeçaj erstmals für die zweite Mannschaft in der Regionalliga Nord im Spiel gegen Eintracht Norderstedt auf und stand in der Startelf, bis er in der 55. Minute ausgewechselt wurde.
Zur Saison 2017/18 rückte Rexhbeçaj in den Profikader auf. Am 20. August 2017 erhielt er seinen ersten Profivertrag mit einer Laufzeit bis zum 30. Juni 2020. Er debütierte in der Bundesliga am 28. Januar 2018 gegen Hannover 96, als er in der 84. Minute für Daniel Didavi eingewechselt wurde. Beim 0:3 gegen die TSG 1899 Hoffenheim am 10. März 2018, wo ihn Trainer Bruno Labbadia wegen vieler verletzter Profis in der Startelf aufbot, spielte er das erste Mal über 90 Minuten für die erste Mannschaft. Am 20. Januar 2019, dem 18. Spieltag der Saison 2018/19, erzielte er bei der 1:2-Auswärtsniederlage gegen den FC Schalke 04 seinen ersten Bundesligatreffer. Im Mai 2019 wurde Rexhbeçajs Vertrag vorzeitig bis zum Jahr 2023 verlängert.
Nach nur fünf Pflichtspieleinsätzen (davon drei für die Regionalligamannschaft) in der Hinrunde 2019/20 wurde der Mittelfeldspieler innerhalb der Winterpause für 18 Monate an den Ligakonkurrenten 1. FC Köln verliehen. Bis Saisonende kam er auf 13 Ligaspiele, davon siebenmal in der Startelf stehend, und wurde auf verschiedenen Mittelfeldpositionen eingesetzt. Drei Tore bereitete Rexhbeçaj vor, ab dem 21. Spieltag blieben die Kölner ohne Sieg, hatten aber am Saisonende trotzdem noch fünf Zähler Vorsprung auf den Abstiegsrelegationsplatz. In der Folgesaison setzten sowohl Trainer Markus Gisdol wie auch dessen Nachfolger Friedhelm Funkel regelmäßig auf den Leihspieler, neben anderen Positionen lief dieser überwiegend in der Zentrale eines Fünfermittelfelds neben Ellyes Skhiri und Salih Özcan auf. In der Liga schoss Rexhbeçaj fünf Tore, darunter beide beim 2:1 gegen den Europapokalaspiranten Borussia Mönchengladbach sowie den Siegtreffer gegen den Abstiegskonkurrenten Mainz 05. Seine zwei Vorlagen führten darüber hinaus zu einem Remis gegen Wolfsburg und einen Sieg auf Schalke. Von 214 Bundesligaspielern, die mindestens 15 Einsätze vorweisen konnten, bewertete der kicker den Kölner, der auf Platz 194 landete, mit einer Durchschnittsnote von 4,00.
Zur Sommervorbereitung 2021 kehrte Rexhbeçaj zunächst zum VfL Wolfsburg zurück, schloss sich aber wenig später für die Saison 2021/22 auf Leihbasis dem Bundesliga-Aufsteiger VfL Bochum an.
Nach seiner Leihe zum Vfl Bochum wechselte Rexhbeçaj im Sommer 2022 fest zum FC Augsburg.

### Nationalmannschaft
Als Rexhbeçaj in der Jugend zu einem Trainingslager nach China reisen wollte, wurde ihm dort die Einreise verboten, da er zu diesem Zeitpunkt nur den kosovarischen Pass besaß. Daraufhin beantrage er die deutsche Staatsbürgerschaft. Mit dem neuen Staatsangehörigkeitsmodernisierungsgesetz, welches Ende Juni 2024 in Kraft trat, war es ihm möglich, die doppelte Staatsbürgerschaft zu erlangen. Somit war für Rexhbeçaj auch der Weg frei für die Kosovarische Fußballnationalmannschaft, für die er am 30. August 2024 erstmals im Rahmen der UEFA Nations League 2024/25 nominiert wurde. Sieben Tage später stand er in der Startelf des Kosovo und gab sein Debüt bei der 0:3-Niederlage gegen Rumänien.